# Papenstraße (Stralsund)

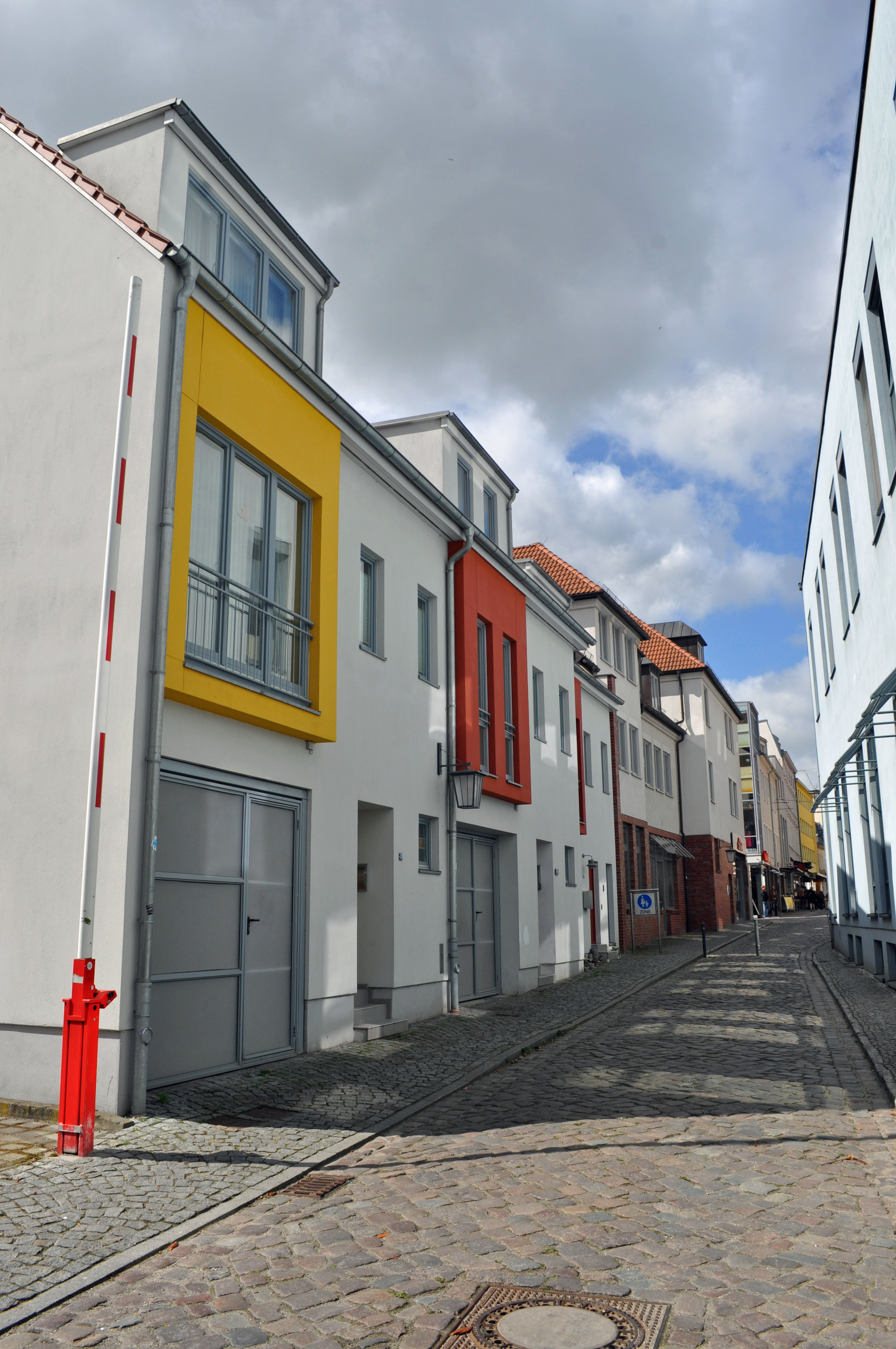
Blick in die Papenstraße in Stralsund, Abschnitt zwischen Filterstraße und Apollonienmarkt (2012)

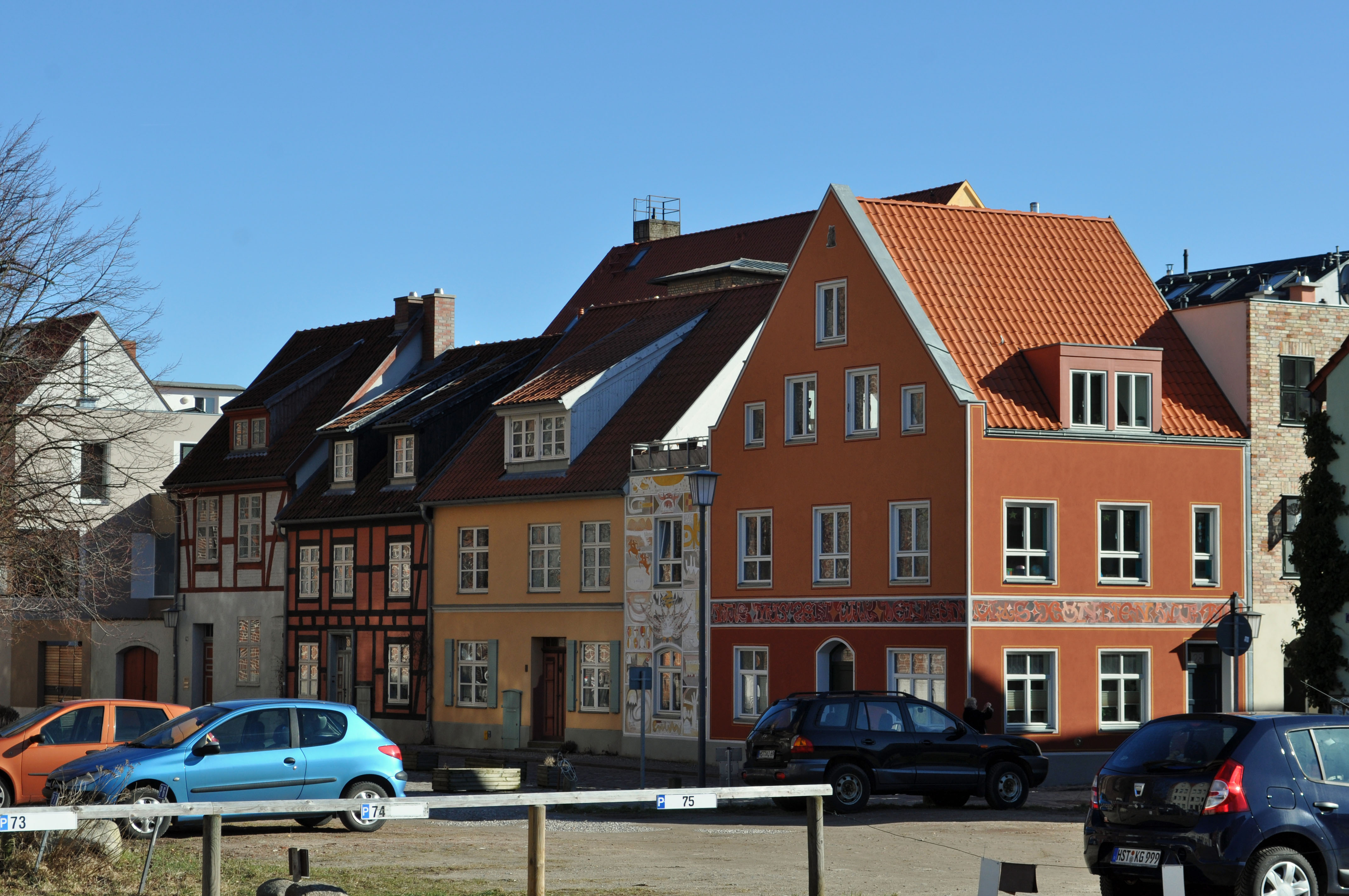
Blick in die Papenstraße in Stralsund, Abschnitt zwischen Jacobiturm- und Jacobichorstraße (2012)

Die Papenstraße im Stadtgebiet Altstadt in Stralsund verbindet die Straße Apollonienmarkt, Judenstraße und Ossenreyerstraße mit der Badstüberstraße. Die Filterstraße, Jacobiturmstraße und die Jacobichorstraße kreuzen die Papenstraße. Die Papenstraße gehört zum Kerngebiet des UNESCO-Welterbes Historische Altstädte Stralsund und Wismar.
Die Straße erhielt ihren Namen von der Bezeichnung Pape für Angehörige der christlichen Geistlichkeit. Die heutige Böttcherstraße hieß zunächst auch Papenstraße, ab dem Jahr 1446 wurde auch die Gasse zwischen der Filterstraße und der Jacobiturmstraße als Papenstraße bezeichnet; bis ins Jahr 1530 wurde auch die Böttcherstraße weiter parallel als Papenstraße benannt, danach verliert sich diese Bezeichnung und kam nur noch der heutigen Papenstraße zuteil. Seit dem Jahr 1869 ist Papenstraße der Name der gesamten Straße, bis dahin war die Straße in Abschnitte geteilt:
Der Abschnitt zwischen der Kreuzung Ossenreyerstraße / Apollonienmarkt / Judenstraße bis zur Filterstraße hieß zunächst Pumperstraße und gehörte damit zu einer von der Filterstraße über den Apollonienmarkt bis zur Mönchstraße verlaufenden Straße. Später kam die Bezeichnung Faulenhof auf, was auf den faulen Zustand der Gegend schließen lässt. Der Abschnitt zwischen der Filterstraße und der Jacobiturmstraße hieß Papenstraße, in der Zeit, als parallel dazu auch die Böttcherstraße noch als Papenstraße bezeichnet wurde, war auch der Name Kleine Papenstraße geläufig. Der Abschnitt zwischen der Jacobiturmstraße und der Jacobichorstraße hieß zunächst Bei der Jacobikirche, da er tatsächlich direkt an der St.-Jakobi-Kirche liegt. Der Abschnitt zwischen der Jacobichorstraße und der Badstüberstraße hieß zunächst, etwa um das Jahr 1310, Löwenhagen nach der hier ansässigen Ratsfamilie Löwe; die Familie stellte mit Gerhard Löwe ab 1316, Michael Löwe ab 1368 und schließlich Gerhard Löwe ab 1369 drei Ratsherren der Hansestadt. Ab etwa dem Jahr 1400 wurde der Abschnitt Mattenhagen genannt, da hier die Mattenweber ansässig waren; die Matten aus Stroh und Bast wurden als Wärmeschutz auf Steinfußböden, als Unterlage auf Flößen, Bedeckungsmaterial für Dächer und auch als Verpackungsmaterial verwendet.
Drei Gebäude in der Straße stehen unter Denkmalschutz (siehe auch Liste der Baudenkmale in Stralsund), nämlich Papenstraße 10, Papenstraße 25 und Papenstraße 29.
Zu den Gebäuden an der Papenstraße zählt auch die St.-Jakobi-Kirche, eine ehemalige Pfarrkirche.